# Rajd Elmot 2000
Rajd Elmot 2000 – 28. edycja Rajdu Elmot. Był to rajd samochodowy rozgrywany od 24 do 25 czerwca 2000 roku. Była to piąta runda Rajdowych Samochodowych Mistrzostw Polski w roku 2000. Rajd składał się z dwudziestu trzech odcinków specjalnych (trzy odcinki anulowano). 

## Wyniki końcowe rajdu[1]
| Miejsce | Kierowca          | Pilot                | Samochód                    | Czas      | Strata   | Grupa Klasa |
| ------- | ----------------- | -------------------- | --------------------------- | --------- | -------- | ----------- |
| 1       | Janusz Kulig      | Jarosław Baran       | Ford Focus WRC RS '99       | 1:44:20.2 | -        | A8          |
| 2       | Leszek Kuzaj      | Andrzej Górski       | Toyota Corolla WRC          | 1:45:00.6 | +40.4    | A8          |
| 3       | Tomasz Kuchar     | Maciej Szczepaniak   | Volkswagen Golf III Kit Car | 1:52:22.1 | +8:01.9  | A7          |
| 4       | Cezary Fuchs      | Maciej Maciejewski   | Toyota Celica GT-Four       | 1:54:24.6 | +10:04.4 | A8          |
| 5       | Tomasz Czopik     | Dariusz Burkat       | Mitsubishi Lancer Evo VI    | 1:54:34.6 | +10:14.4 | N4          |
| 6       | Krzysztof Tercjak | Bartłomiej Czekański | Mitsubishi Lancer Evo V     | 1:55:44.5 | +11:24.3 | N4          |
| 7       | Damian Gielata    | Maciej Baran         | Škoda Felicia Kit Car       | 1:56:53.5 | +12:33.3 | A6          |
| 8       | Wiesław Stec      | Jakub Mroczkowski    | Mitsubishi Lancer Evo III   | 1:59:47.7 | +15:27.5 | N4          |
| 9       | Piotr Marx        | Robert Bastaja       | Subaru Impreza WRX          | 2:00:10.4 | +15:50.2 | N4          |
| 10      | Michał Bębenek    | Grzegorz Bębenek     | Renault Mégane Coupé 16v    | 2:00:31.0 | +16:10.8 | A7          |